# Stephen Barker Turner
Stephen Barker Turner (ur. 27 czerwca 1968 w Saint Louis) – amerykański aktor.
Absolwent Juilliard Drama School w Nowym Jorku. Po licznych występach na deskach teatralnych, odegrał główną rolę męską w horrorze Księga cieni: Blair Witch 2 (2000) w reżyserii Joego Berlingera, który to okazał się być pierwszym poważnym filmem z jego udziałem. Pojawił się w popularnych serialach telewizyjnych, takich jak Seks w wielkim mieście czy Prawo i porządek.